# Faargia gentillii
Faargia gentillii, južnoamerički kukac kornjaš iz Argentine, jedini je predstayvnik u svome rodu a pripada porodici Melolonthidae (ili Scarabaeidae), potporodici Melolonthinae i tribusu (plemenu) Pachydemini. Opisao ga je još 1975. Martínez pod imenopm Myloxena gentillii, da bi tek 1982. bio klasificiran u svoj zaseban rod Faargia.
Naraste 10 - 12 mm, obrastao je tamnosmeom dlakom